# ترهورنتئوک
ترهورنتئوک (به فرانسوی: Tréhorenteuc) یک کامین در فرانسه است که در Canton of Mauron واقع شده‌است.

## خصوصیات
ترهورنتئوک ۵٫۴۲ کیلومترمربع مساحت و ۱۱۷ نفر جمعیت دارد.